# André Simonis
Burggraaf Georges Jules André Marie Ghislain Simonis (Verviers, 11 december 1867 - aldaar, 31 januari 1951) was een Belgisch industrieel en senator.

## Biografie

### Familie
Burggraaf André Simonis was een telg uit de familie Simonis. Hij was een zoon van Alfred Simonis, industrieel, provincieraadslid van Luik, volksvertegenwoordiger en voorzitter van de Senaat, en Berthe de Grand'Ry.
Hij trouwde in 1903 in Wierde met zijn nicht Marie-Thérèse de Moreau (1867-1943), dochter van baron Alphonse de Moreau, advocaat, burgemeester van Wierde, provincieraadslid van Namen, volksvertegenwoordiger, minister en directeur van de Nationale Bank van België. Ze kregen een zoon en een dochter.
- François-Xavier Simonis (1906-1962), voorzitter van de raad van bestuur van S.A. Iwan Simonis, voorzitter van de kerkraad van de Sint-Rochuskerk in Jehanster en voorzitter van de Bond van Grote en Jonge Gezinnen van Polleur, trouwde in 1938 in Etterbeek met Marie-José de Radiguès de Chennevière (1913-1998), dochter van baron Charles de Radiguès de Chennevière, ambassadeur. Ze kregen zes zoons, met afstammelingen tot heden.
- Emmanuelle Simonis (1910-1993), trouwde in 1935 in Brussel met graaf François du Parc Locmaria (1908-1968), voorzitter van de kerkraad van de Onze-Lieve-Vrouwekerk in Polleur, stichtend lid en erevoorzitter van de weerstand van het arrondissement Verviers, bestuurder en directeur van de S.A. Iwan Simonis, voorzitter van de beheerraad van L'Action catholique, voorzitter van de beheerraad van Le solvent belge, zoon van burggraaf Gustave du Parc Locmaria, vicevoorzitter van de Koninklijke Commissie voor Monumenten van Oost-Vlaanderen. Ze kregen een zoon en twee dochters, met afstammelingen tot heden.

Simonis was een schoonbroer van Émile de Lalieux de La Rocq, burgemeester van Nijvel en volksvertegenwoordiger, en graaf Edmond Carton de Wiart, advocaat, hoogleraar, ambtenaar en kabinetschef van koning Leopold II.

### Carrière
Simonis promoveerde tot doctor in de rechten aan de Katholieke Universiteit Leuven en volgde zijn vader op in zijn industriële activiteiten.
Van 1896 tot 1900 was hij lid van de provincieraad van Luik. In 1919 werd hij verkozen tot katholiek senator voor het arrondissement Verviers en vervulde dit mandaat tot in 1946.